# Championnats de Hongrie d'escrime 1928
Navigation
Édition précédente Édition suivante
Les championnats de Hongrie d'escrime 1928 ont lieu le 1er avril 1928 pour le fleuret féminin, le 13 mai 1928 pour le fleuret masculin et le 20 mai 1927 pour le sabre à Budapest. Ce sont les vingt-quatrièmes championnats d'escrime en Hongrie. Ils sont organisés par la MVSz.
Pour la première fois de l'histoire de l'escrime en Hongrie sont organisés des championnats nationaux pour les femmes. Elles s'expriment alors au fleuret. Margit Dany est la première championne de Hongrie de l'histoire.
Les championnats comportent trois épreuves, le fleuret masculin et féminin et le sabre masculin.

## Classements
| Épreuves          | Or                     | Argent                        | Bronze                      |
| ----------------- | ---------------------- | ----------------------------- | --------------------------- |
| Fleuret           |                        |                               |                             |
| Hommes individuel | Ödön Tersztyánszky MAC | György Piller MAC             | György Rozgonyi Vénfiúk VC  |
| Femmes individuel | Margit Dany Tiszti VC  | Erna Bogen Tiszti VC          | Ilona Elek BBTE             |
| Sabre             |                        |                               |                             |
| Hommes individuel | Ödön Tersztyánszky MAC | Sándor Gombos Tisza István VC | János Garay Tisza István VC |